# Acantholipan gonzalezi
Acantholipan gonzalezi — вид птахотазових динозаврів родини Нодозаврові (Nodosauridae), що існував у пізній крейді (83,6 млн років тому).

## Скам'янілості
Частковий скелет динозавра знайдено у 2011 році у відкладеннях геологічної формації Пен на півночі Мексики у штаті Коауїла. Було виявлено спинні хребці, хвостові хребці, шматок ребра, частина лівої плечової кістки, верхня частина лівої ліктьової кістки, нижня частина лівої стегнової кістки та остеодерми. Череп відсутній. Рештки зберігаються у Музеї пустелі міста Сальтільйо.
Рештки описано та названо у 2018 році командою дослідників під керівництвом мексиканського палеонтолога Ектора Едуардо Рівера-Сільви. Родова назва Acantholipan складається з двох слів: грецького akanthos («хребет») та іспанського lipan, яким називали плем'я ліпанів з індіанців апачів, які мешкали на півночі сучасної Мексики. Вид A. gonzalezi названо на честь мексиканського палеонтолога Артуро Гомеро Гонсалес-Гонсалес.

## Опис
За оцінками, динозавр сягав 6 м завдовжки та важив близько 3 т.